# Casimir Pulaski
Pour les articles homonymes, voir Pulaski.
Kazimierz Pułaski (/kaˈʑimjɛʂ puˈwaskʲi/ ), de son nom complet Kazimierz Michał Władysław Wiktor Pułaski, comte polonais, né le 4 mars 1745 à Varsovie et mort le 11 octobre 1779 à Savannah (États-Unis) lors du siège de cette ville, est un héros de la lutte pour la liberté des nations polonaise et américaine. Farouche opposant au premier partage de la Pologne de 1772, l'un des commandants et maréchal de la confédération de Bar, général et héros de la guerre d'indépendance des États-Unis, il est considéré comme le « père de la cavalerie américaine ».
En 2009, le Congrès des États-Unis lui a décerné le titre de citoyen d'honneur.

## Biographie

### Jeunesse
Fils de l'avocat au Tribunal de la Couronne et staroste Józef Pułaski et de Marianna Zielińska, Kazimierz Pułaski fait son instruction au collège d'élite des pères théatins à Varsovie. En 1762, il devient page dans la maison de Charles-Christian de Saxe, duc de Courlande (actuelle Lettonie). À la suite de l'occupation de cette région par les troupes russes, Pułaski revient en 1764 à Varsovie et soutient l'élection de Stanislas Antoine Poniatowski comme roi de Pologne.

### La confédération de Bar

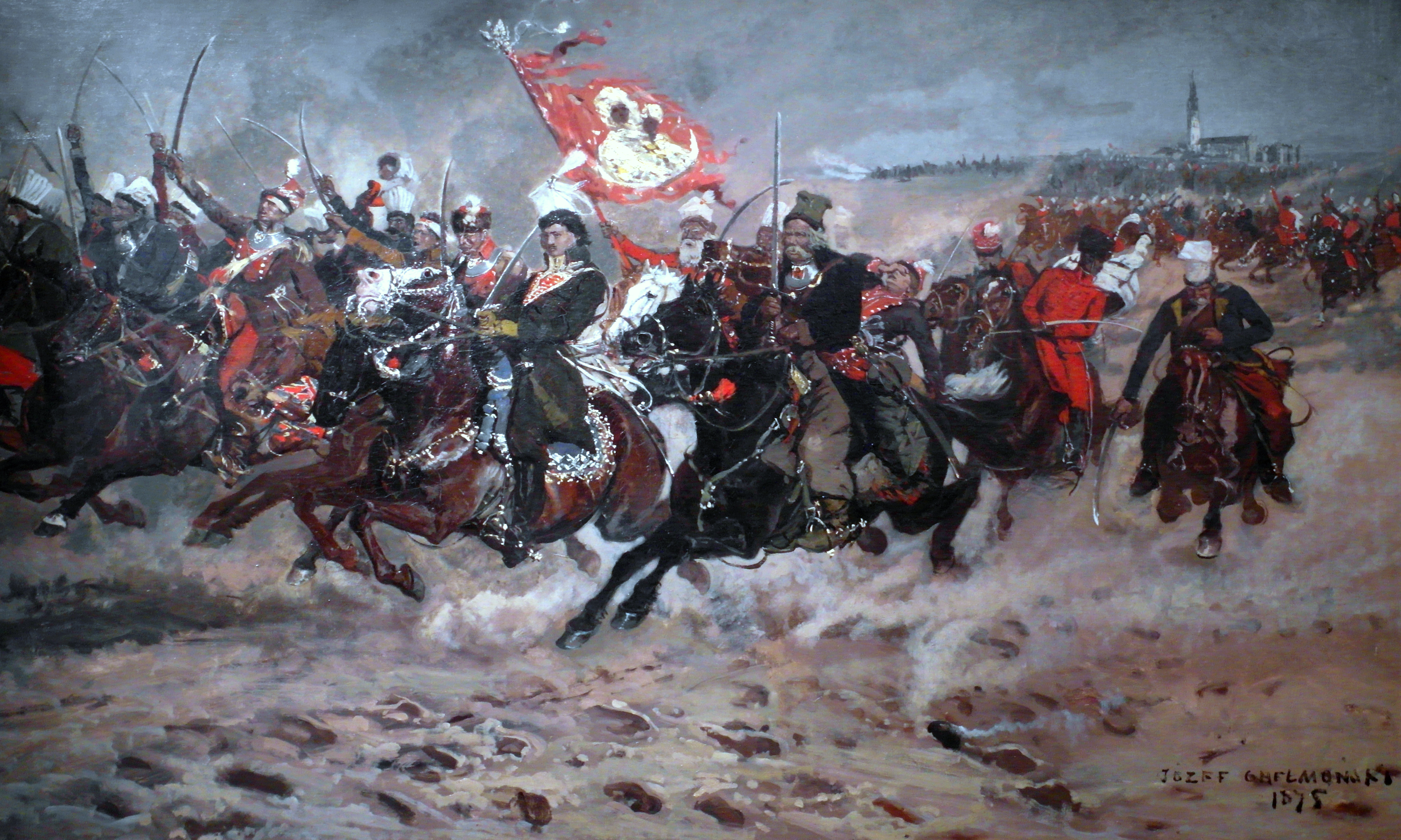
Casimir Pułaski à Częstochowa (1875), par Józef Chełmoński.

Plus tard, le 29 février 1768, il est l'un des fondateurs de la confédération de Bar, coalition nobiliaire opposée au même roi Stanislas, considéré indolent et comme trop proche de la Russie. Assiégé dans le monastère de Berdyczów, il est capturé mais libéré sous condition de ne pas retourner en Pologne. Ne se considérant pas comme lié par ce serment, il retourne au combat ; de nouveau assiégé dans la forteresse Okopy Świętej Trójcy près de Borszczów et de Zbaraż, il réussit à briser le siège pour se réfugier dans l'Empire ottoman, avant de revenir en Lituanie. Du 10 septembre 1770 au 9 janvier 1771, il défend avec succès le monastère de Jasna Góra contre les troupes russes.
Après l'effondrement de la confédération de Bar, il est condamné à mort par contumace pour une tentative d'enlèvement du roi de Pologne. Aucun pays européen ne voulant l'accueillir, en raison de la pression de l’Autriche, de la Prusse et de la Russie, il fuit brièvement en Turquie puis en France, où il est invité par La Fayette à rejoindre les États-Unis.

### La guerre d'indépendance américaine
Son expérience militaire lui permet d’entrer au service de l’armée continentale commandée par George Washington. Pour ses mérites, le comte Pułaski deviendra général de brigade et recevra le commandement de l’unité de cavalerie nouvellement créée. Cela lui vaudra la réputation de « père de la cavalerie américaine »,.
Lors de la bataille de Brandywine, il est le garde du corps de George Washington et lui sauve la vie le 11 septembre 1777. Le 15 septembre, il est nommé général de la cavalerie américaine.
Le Congrès l'autorise à organiser le recrutement d'unités de cavalerie et d'infanterie légère sous le nom de « légion de Pulaski » (350 hommes de Baltimore). L'argent du Congrès venant à manquer, il finance l'équipement sur ses deniers personnels.

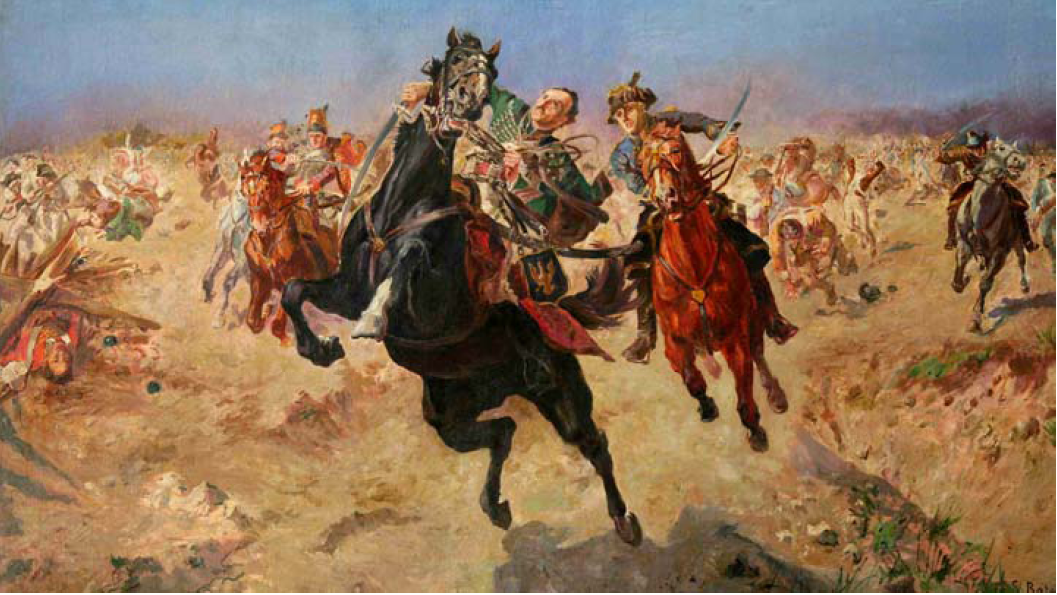
La Mort de Casimir Pulaski près de Savannah (1933), par Stanisław Batowski.

Il meurt le 11 octobre 1779 lors du siège de Savannah en commandant les cavaleries française et américaine.
Sa dépouille est alors enterrée dans une plantation de la région mais sa tombe ne sera découverte qu’en 1996. Ses funérailles officielles ont lieu le 9 octobre 2005, 226 ans après sa disparition. Ce retard a néanmoins été compensé par l’attribution en 2009 du titre de citoyen d’honneur des États-Unis, un privilège décerné à seulement huit personnalités dans l’histoire – dont le marquis de La Fayette.

## Hommages
Les Américains continuent de commémorer la mémoire du général Pułaski le 11 octobre de chaque année lors de Pulaski Day, sauf dans l’Illinois qui a retenu le premier lundi de mars.

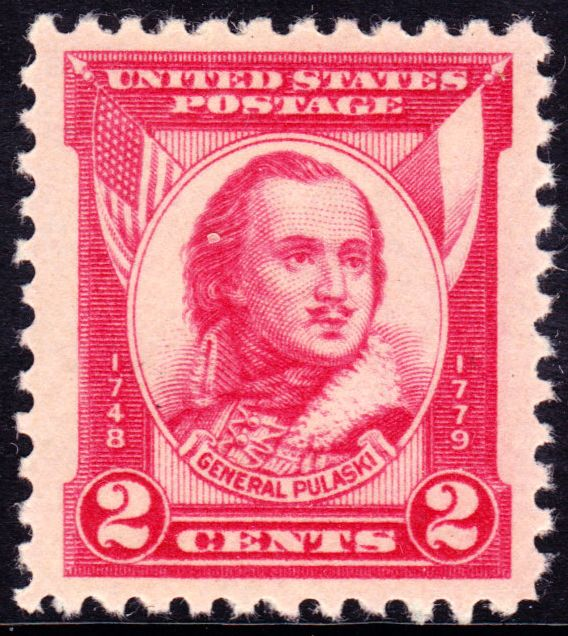
Timbre d'une série commémorant les 150 ans de la guerre d'indépendance.
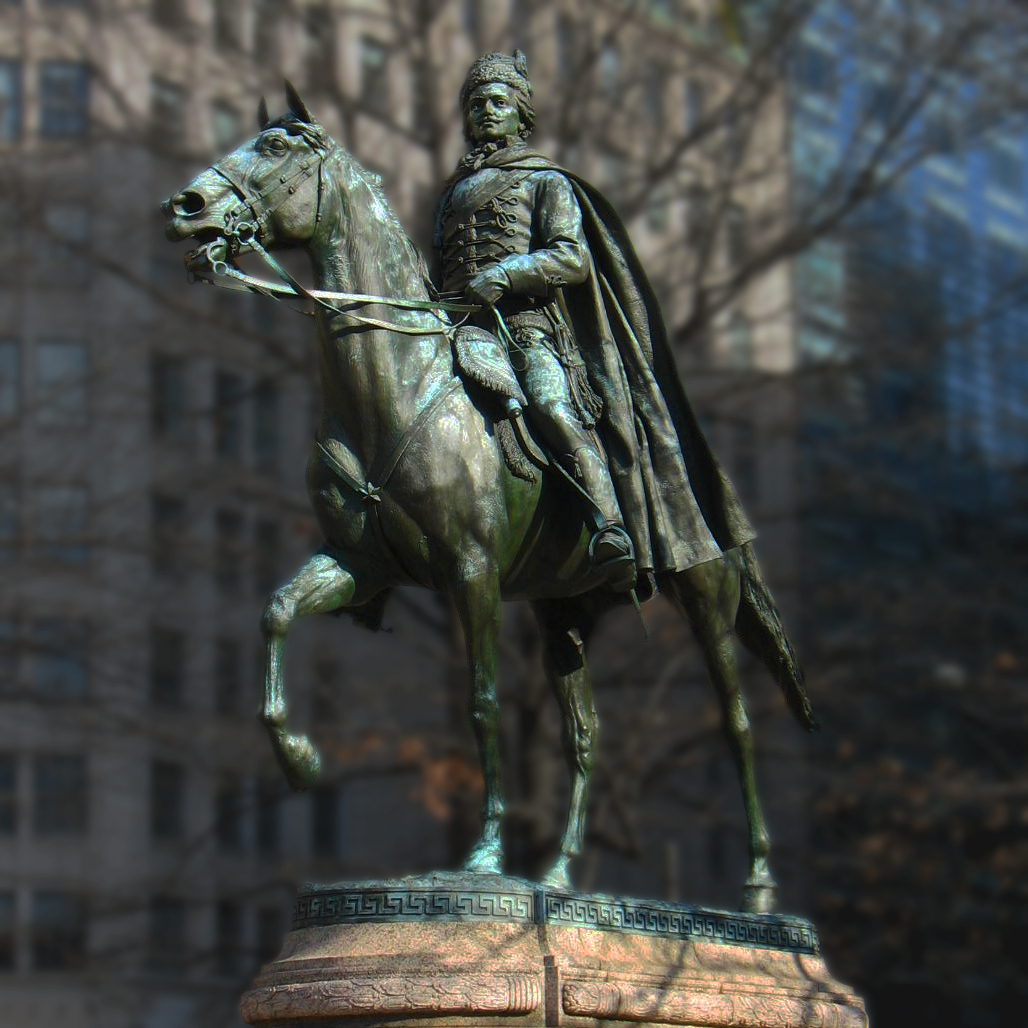
Statue sur Freedom Plaza à Washington, D.C.
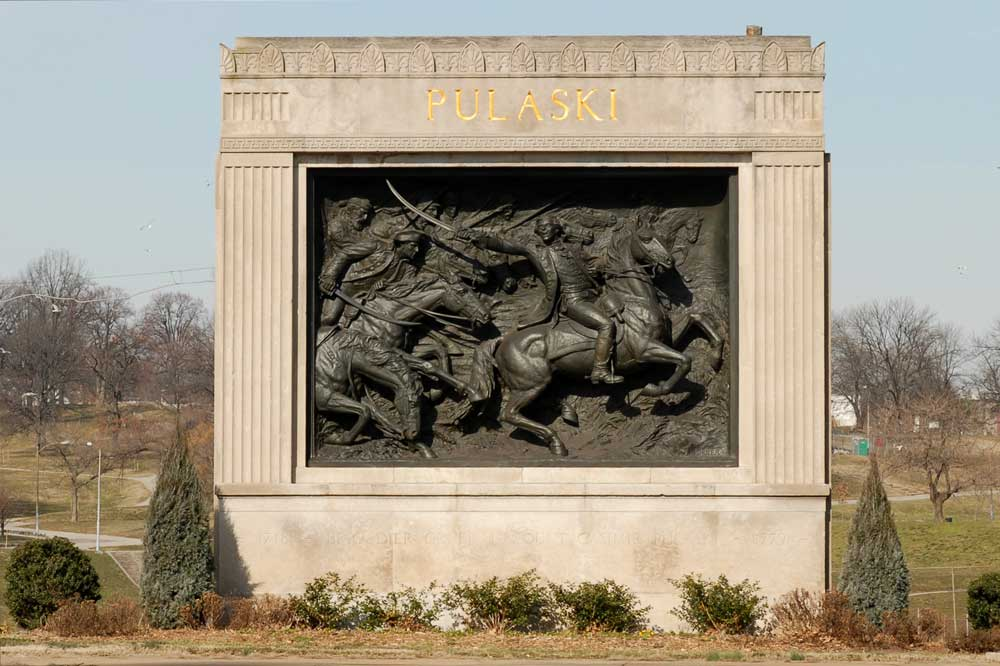
Monument dans le Patterson Park à Baltimore.
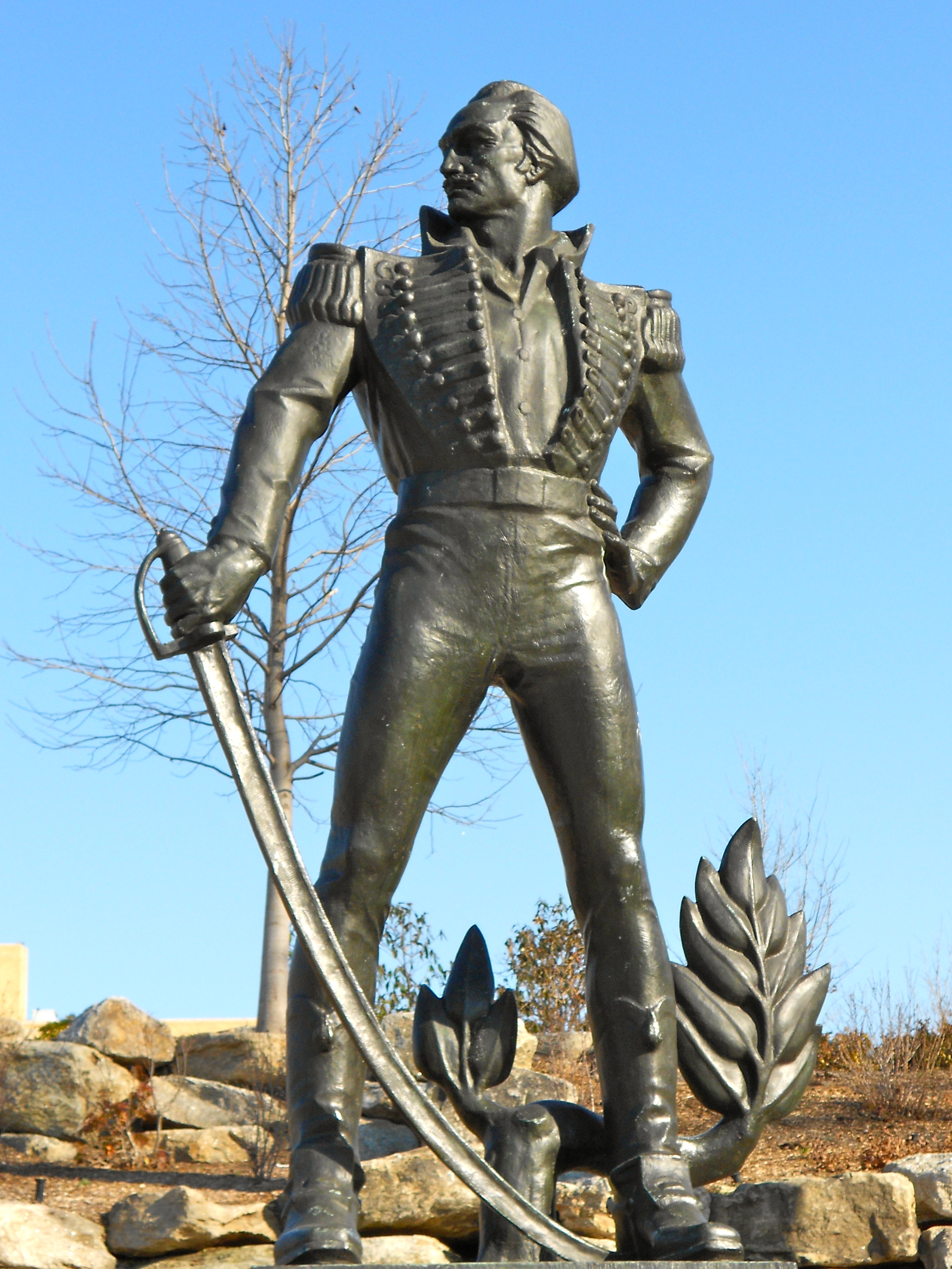
Statue dans le Fairmount Park à Philadelphie.
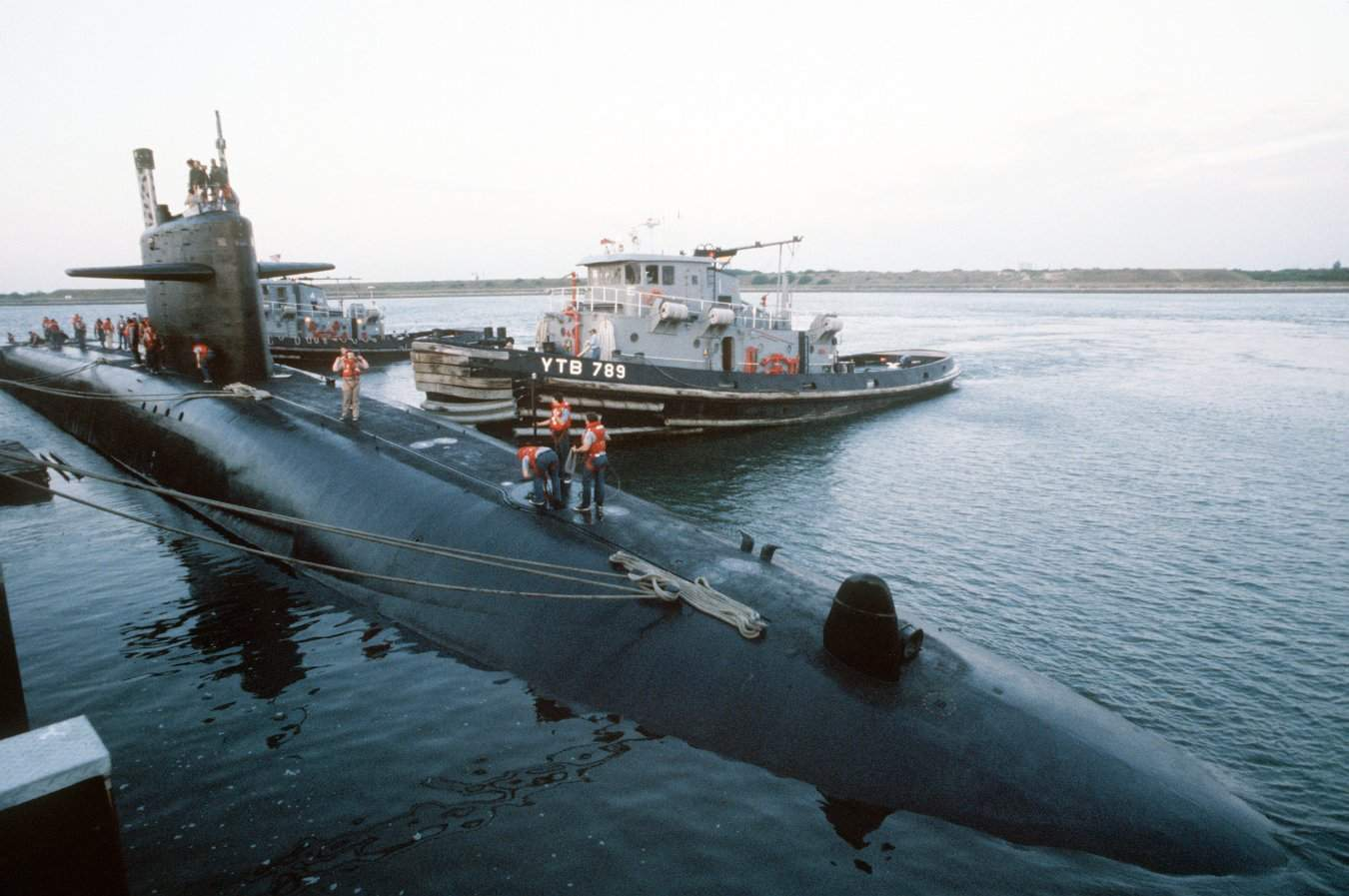
L'USS Casimir Pulaski (SSBN-633).

L'université de Radom (Pologne) porte son nom.

## Découvertes sur son corps
Des controverses sont apparues sur le fait que ce soit bien le corps de Pułaski. Le corps portait des cicatrices identifiables et correspondant à Pułaski ainsi que les traces d'une tumeur à l’œil. Les blessures du squelette étaient compatibles avec la pratique de l'équitation et les batailles. Grâce à des analyses d'ADN comparatives avec l'ADN de la petite-nièce de Pułaski, il a pu être prouvé que le corps était bien celui de Pułaski. Les scientifiques ont découvert dès la fin du XXe siècle que le squelette de Pułaski présentait des caractéristiques féminines. Il existe des théories supputant que Pułaski ait pu être une personne intersexe ou bien transgenre,. Selon le Dr Merbs, il est peu probable que Pułaski, qui a été élevé comme un homme, ait jamais cru qu'il était une femme ou intersexué.